# Tabitha Bühne
Tabitha Bühne (* 1983 in Meinerzhagen) ist eine deutsche Medienwirtin, Fernseh-Moderatorin, Ernährungs- und Fitnessberaterin, Bloggerin, Sportjournalistin und Buchautorin.

## Leben und Wirken
Tabitha Bühne ist die Tochter des christlichen Publizisten Wolfgang Bühne. Sie wuchs zusammen mit sechs Geschwistern auf einem umgebauten Bauernhof in Valbert auf, der als Freizeitzentrum und Betreuungseinrichtung für Menschen mit Suchtproblemen und benachteiligten Jugendlichen diente. Nach dem Besuch des katholischen St.-Ursula-Gymnasium in Attendorn studierte sie an der Universität Siegen Medienwissenschaften mit dem Schwerpunkt Medienplanung, -entwicklung und -beratung. Während ihres Studiums sammelte sie praktische Erfahrungen bei der sauerländischen Lokalzeitung Meinerzhagener Zeitung, beim Lokalsender Radio Siegen und bei einer TV-Produktionsfirma, wo sie ihren TV-Film WATcHFACE drehte. Sie schrieb auch Drehbücher für Thriller und andere Filme, arbeitete als Regisseurin, Schauspielerin und Model und vertrat Deutschland bei einem „Model of the Year“-Wettbewerb in Costa Rica.
Danach wandte sie sich dem Sport zu. Sie absolvierte ein Traineeprogramm und führte verschiedene Sporteinzelhandelsgeschäfte. Dabei wurde sie zur ersten weiblichen Laufexpertin in einem Unternehmen. In dieser Funktion produzierte sie Videoclips, hielt Vorträge auf Konferenzen, betrieb einen Blog und veröffentlichte Artikel in Fachzeitschriften. Neben ihren beruflichen Aktivitäten widmete sie sich intensiv dem Marathonlauf und absolvierte Ultralangstreckenläufe, darunter ein 100-Kilometer-Rennen, einen 24-Stunden-Lauf und einen Triathlon-Langstreckenlauf.
Über ihre sportlichen Aktivitäten hinaus hat sich Bühne Kenntnisse über Ernährung und Fitness angeeignet. Sie ist Ernährungs- und Fitnessberaterin, mentale Schlankheitstrainerin und systemische Coachin. Sie hält Vorträge und leitet Seminare zu Themen wie ganzheitlicher Gesundheit, Emotionsmanagement und Wohlbefinden.
Bühne ist Chefredakteurin des digitalen Läufermagazins „Runtimes“. Darüber hinaus moderiert sie den Podcast „Bühne frei“ des Senders ERF Jess, in dem sie Tipps für ganzheitliche Gesundheit und Glaubensfreude gibt. Bei der Evangelischen Nachrichtenagentur Idea schreibt sie die Kolumne „Bühne frei“ und wurde 2024 in deren Vorstand gewählt. Im April 2025 löste sie Titus Müller als Moderatorin der Literatur-Sendung „auserlesen – Menschen und Geschichten“ beim Fernsehsender Hope TV ab.
Das persönliche Leben von Bühne verbindet sich eng mit ihrem beruflichen Weg. Sie ist seit 2016 mit Markus Spieker verheiratet, einem Fernsehkorrespondenten, der für die ARD aus Südasien berichtet. Nach der Hochzeit, die 2016 in Nagaland/Indien stattfand, lebte das Paar drei weitere Jahre in Delhi. 
Heute lebt Tabitha Bühne in Markkleeberg und setzt ihre Arbeit in den Bereichen Literatur, Medien und Fitness fort. Dabei teilt sie ihre Erfahrungen aus Indien und der deutschen Schönheits- und Lifestyle-Branche.

## Veröffentlichungen
- Die kleine Pflaume Flodderich. Ein Hörspiel (CD und Booklet), CLV, Bielefeld 2016, ISBN 978-3-86699-958-9.
- Mit Sari auf Safari. Wie Indien mein Leben auf den Kopf stellte, fontis, Basel 2018, ISBN 978-3-03848-138-6.
- Ab morgen bin ich schön! Mein wilder Weg vom Selbstzweifel zur Selbstannahme, fontis, Basel 2019, ISBN  978-3-03848-173-7.
- Speckkäfer Speckidu, CLV, Bielefeld 2020, ISBN 978-3-86699-395-2.

Filme
- WATcHFACE. MANCHE DINGE ÄNDERN SICH NIE – MANCHE DEIN GANZES LEBEN (TV-Film: Drehbuch und Regie), Spielfilm-Produktion: Nightlight Station, 2004.